# Onthophagus dapitanensis
Onthophagus dapitanensis là một loài bọ cánh cứng trong họ Bọ hung (Scarabaeidae).